# واين هوروويتز
واين هوروويتز (بالعبرية: ויין הורוביץ‏) (بالإنجليزية: Wayne Horowitz)‏ هو عالم إنسان أمريكي وإسرائيلي، ولد في 12 سبتمبر 1957.